# Алиев, Шанлик Муслим оглы
Шанлик Муслим оглы Алиев (азерб. Şənlik Müslüm oğlu Əliyev; род. 1935, Баку) — советский азербайджанский партийный и государственный деятель. Председатель Комитета народного контроля Азербайджанской ССР (1985—1988), первый секретарь Сумгаитского горкома КП Азербайджана (1979—1985). Член ЦК КП Азербайджана (1981—1990).

## Биография
Родился в 1935 году в городе Баку, столице Азербайджанской ССР.
Окончил Московское высшее техническое училище им. Н. Э. Баумана, вел научную деятельность, получил звание кандидата технических наук. 
С 1959 года — инженер-конструктор, начальник лаборатории прочности СКВ, заместитель главного конструктора, главный конструктор завода имени лейтенанта Шмидта. В 1970-х годах — заведующий промышленно-транспортным отделом ЦК Компартии Азербайджана.
20 января 1979 года избран первым секретарём Сумгаитского городского комитета КП республики. Успешно руководил городом с 200-тысячным населением, под руководством Алиева трудящиеся города достигали высоких результатов в производстве, уделялось внимание развитию бытовой сферы в городе, жилищному строительству, культурно-просветительской работе. В годы руководства Алиева были введены в эксплуатацию деревообрабатывающий комбинат, литейный цех по производству чугунного литья и мощности по производству бурильных труб на Азербайджанском трубопрокатном заводе, производственные мощности на заводе синтетического каучука, суперфосфатном заводе, производственных объединениях "Оргсинтез" и "Химпром", из культурно-бытовой инфраструктуры в городе появились Дворец дружбы, торговый центр.
3 декабря 1985 года назначен председателем Комитета народного контроля Азербайджанской ССР, с 12 декабря 1988 года занимал пост заведующего отделом Совета министров Азербайджанской ССР.
С 1961 года — член КПСС, выдвигался делегатом на XXVI (1981) и XXVII (1986) съезды КПСС, XIX Всесоюзную партийную конференцию (1988), ряд съездов Компартии Азербайджана, на XXX (1981) и XXXI (1986) съездах избран членом ЦК. Избирался депутатом Верховного Совета СССР 10-го и 11-го созывов (1979—1989) от Сумгаитского избирательного округа, член Совета Национальностей.